# Profile: The Best of Axxis
Profile: The Best of Axxis (en español: Perfil: Lo mejor de Axxis) es un álbum recopilatorio de la banda alemana de heavy metal Axxis y fue lanzado solamente en Japón en formato de disco compacto en 1994 por Toshiba EMI Japan.
Este compilado contiene temas de los álbumes de estudio Kingdom of the Night, Axxis II y The Big Thrill publicados en 1989, 1990 y 1993,  así como el disco en directo Access All Areas de 1991.

## Lista de canciones
| Side one |                                         |                                 |          |  |
| N.º      | Título                                  | Escritor(es)                    | Duración |  |
| 1.       | «Kingdom of the Night»                  | Bernhard Weiss / Walter Pietsch | 3:51     |  |
| 2.       | «Never Say Never»                       | Weiss / Pietsch                 | 3:41     |  |
| 3.       | «Tears of the Trees»                    | Weiss / Pietsch                 | 4:07     |  |
| 4.       | «Living in a World»                     | Weiss / Pietsch                 | 3:52     |  |
| 5.       | «Little Look Back»                      | Walter Pietsch                  | 3:58     |  |
| 6.       | «Touch the Rainbow»                     | Walter Pietsch                  | 3:32     |  |
| 7.       | «Hold You»                              | Walter Pietsch                  | 4:06     |  |
| 8.       | «Heaven's 7th Train»                    | Weiss / Pietsch / Harry Oellers | 5:49     |  |
| 9.       | «Brother Moon»                          | Weiss / Pietsch / Oellers       | 4:52     |  |
| 10.      | «Waterdrop»                             | Bernhard Weiss                  | 5:33     |  |
| 11.      | «The Wolf»                              | Weiss / Pietsch                 | 4:45     |  |
| 12.      | «Stay Don't Leave Me»                   | Pietsch / Oellers / Joey Balin  | 4:11     |  |
| 13.      | «Trash in Tibet» (canción instrumental) |                                 | 4:39     |  |
| 14.      | «Little Look Back» (en vivo)            | Walter Pietsch                  | 3:57     |  |
| 15.      | «Touch the Rainbow» (en vivo)           | Walter Pietsch                  | 3:32     |  |
| 16.      | «Face to Face» (en vivo)                | Walter Pietsch                  | 5:38     |  |
| 17.      | «Road to Nowhere Neverland»             | Weiss / Pietsch / Oellers       | 4:21     |  |

## Créditos

### Axxis
- Bernhard Weiss — voz y guitarra rítmica
- Walter Pietsch — guitarra líder y coros
- Werner Kleinmans — bajo
- Richard Michalski — batería y coros
- Harry Oellers — teclados (excepto en los temas 1, 2, 3 y 4)

### Músicos adicionales
- Tobias Becker — teclados (en los temas 1, 2, y 4)
- Werner Peters — teclados (en el tema 3)
- Ava Cimiotti — coros
- Frank Pieper — coros

### Productores
- Bernhard Weiss
- Walter Pietsch
- Rolf Hanekamp
- Joey Balin